# Imigração mexicana no Brasil
O Brasil é o sexto país latino-americano com a maior presença mexicana desde o final do século XX, com um clima ameno e cultura que caracteriza este país sul-americano. A população mexicana no Brasil segundo dados oficiais do Governo do México em 2020 era de 2.132 pessoas, nos quais sua maioria são membros de comunidades empresariais e educativas para imigrantes mexicanos. Diferente de outros destinos, a maioria dos mexicanos que imigram para o país vêm principalmente da Cidade do México, de Veracruz, de Nuevo León e de Jalisco.
A comunidade mexicana no Brasil é considerada a terceira mais numerosa da América do Sul e a de crescimento mais rápido. Os mexicanos que vivem no país ficam de forma temporária (cerca de 1 a 3 anos), principalmente por questões de trabalho, investigação, estudos ou abertura comercial, por isso que é uma comunidade que, continuamente, se renova.